# Hu Ze
Hu Ze (963－1039) (jiaxiang: Zhejiang, Jinhua, Yongkang) was een mandarijn tijdens de regeerperiodes van de drie Song-dynastiekeizers: Song Taizong, Song Renzong en Song Zhenzong en was hiermee achtenveertig jaar in dienst van de keizers. Hij was goed voor het volk. Na zijn dood werd hij door de Zhejiangnezen vergoddelijkt en kreeg hij een plaats in het pantheon van de traditionele Chinese godsdienst. Zijn godennaam is Hu Gong (胡公) en Hu Gong Da Di (胡公大帝). Da Di betekent grote keizer, hieruit blijkt hoe belangrijk de Zhejiangnezen hem vinden.
In 989 werd hij bureaucraat en kreeg hij van de keizer de naam "Ze" (则). Zijn oorspronkelijke voornaam was "Ce" (厕). In 1039 overleed hij in Hangzhou en werd in Longjing Shifeng Shanlu (龙井狮峰山麓) begraven.

## Religie
Hu Ze was een zeer goede mandarijn voor het volk. Het gewone volk vergoddelijkte hem na zijn dood, als dank voor zijn goede daden. Deze nieuwe god kreeg een tempel op de berg Fang Yan in Yongkang. Deze tempel bestaat nog steeds en wordt dagelijks door vele gelovigen bezocht die daarvoor eerst een devote bergwandeling moeten maken om de tempel te bereiken.
Keizer Song Gaozong gaf de woorden "He Ling" (赫靈) aan Hu Gong. Deze woorden zijn een religieuze titel en betekenen spiritueel en staan ingegraveerd op een muur van het tempelcomplex. In de Song-dynastie werden nog vele verscheidene religieuze titels aan hem gegeven. De eerste keizer van de Ming-dynastiegaf Hu Gong de naam "Grote keizer van de gehele gelukkige hemel die oprecht en trouw is" (顯應正惠忠佑福德齊天大帝). Deze religieuze titel werd door het gewone volk afgekort als Hu Gong Da Di.
De verjaardag van Hu Gong wordt op de dertiende dag van de achtste maan van de Chinese kalender gevierd. Op deze dag trekt de tempel op de berg Fang Yan de meeste gelovigen aan vergeleken met andere Hu Gongtempels. De tempel op deze berg trekt vooral bezoekers aan uit de regio's: Midden-Zhejiang, West-Zhejiang, Oost-Zhejiang, Zuid-Zhejiang en de grensregio tussen Zhejiang en Fujian. Op de verjaardag van Hu Gong wordt vooral gebeden om normale wind en gewone regen, wat een gewoon leven betekent zonder grote problemen. 
In 1937 kwam de eerste echtgenote van Jiang Jieshi, Mao Fumei, naar de Hu Gongtempel op de berg Fangyan bidden voor een veilige terugkeer van zijn ex-man uit het Xi'an-incident.
In 1959 bezocht Mao Zedong dezelfde tempel met als leus: "Voor deze mandarijn van de eerste rang, betuig ik mijn respect voor een keer." (為官一任，造福一方).